# Mecyna babalis
Mecyna babalis là một loài bướm đêm trong họ Crambidae.